# Ingeborg Hunzinger

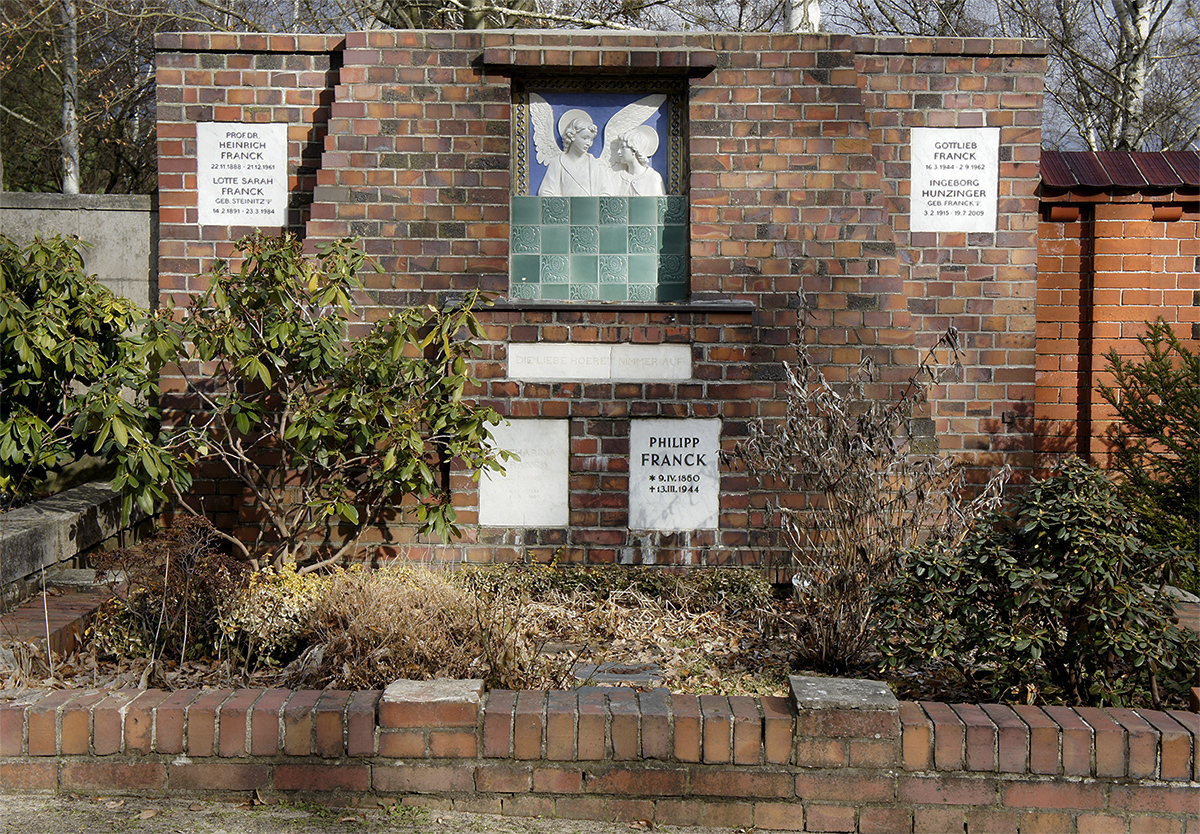
Miejsce spoczynku Ingeborg Hunzinger w grobie rodziny Franck, na cmentarzu Alter Friedhof Wannsee w Berlinie

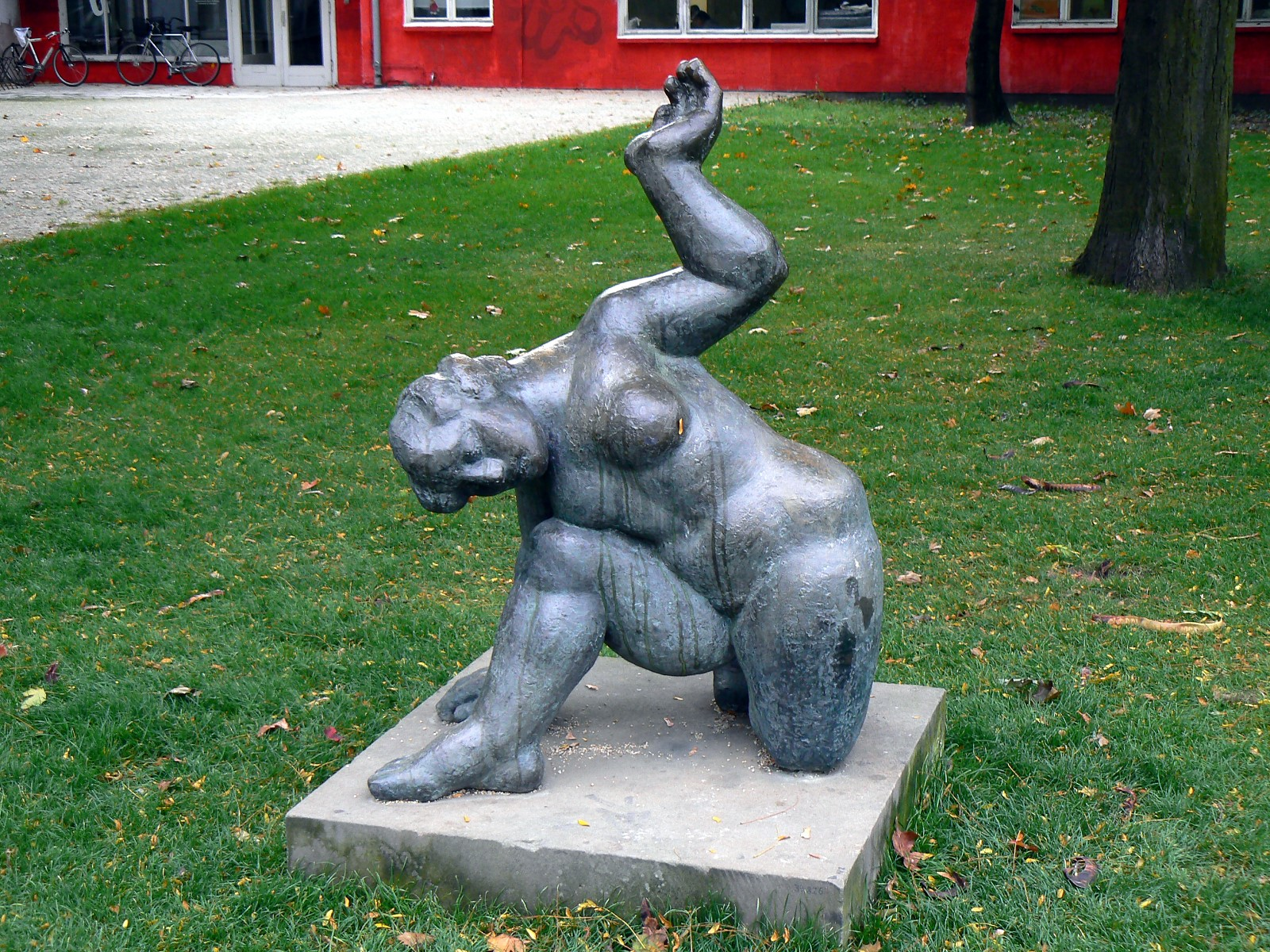
Die Erde (Ziemia), 1974 r., rzeźba w berlińskim parku Monbijou.

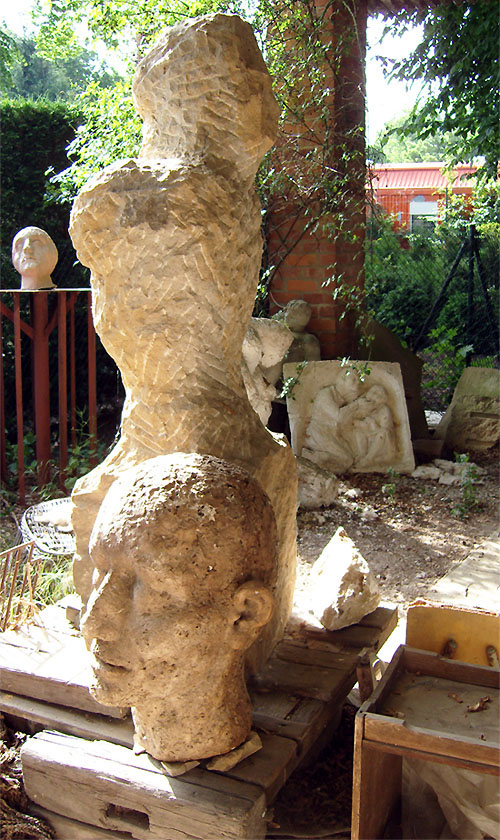
Letnie studio rzeźbiarki w dzielnicy Berlin-Rahnsdorf

Ingeborg Hunzinger (ur. 3 lutego 1915 w Berlinie, zm. 19 lipca 2009 tamże) – niemiecka rzeźbiarka.

## Życiorys
Hunzinger urodziła się jako Ingeborg Franck z żydowskiej matki. W 1932 r., mając 17 lat dołączyła do partii komunistycznej. Rozpoczęła studia w dziedzinie sztuki w 1935 roku. W 1938/39 roku była wiodącą uczennicą Ludwiga Kaspera. W 1939 r. Naziści uniemożliwili jej dalsze studiowanie, więc wyemigrowała do Włoch. Tam poznała niemieckiego malarza Helmuta Ruhmera. W 1942 r. musieli wrócić do Niemiec. Mieli dwoje dzieci. Jednak ze względu na żydowskie pochodzenie Ingeborg nie wolno im było wziąć ślubu. Ruhmer zginął w ostatnim roku II wojny światowej. W połowie lat pięćdziesiątych Ingeborg poślubiła Adolfa Hunzingera, z którym miała trzecie dziecko. Po rozwodzie z Hunzingerem wyszła za mąż za rzeźbiarza Roberta Riehla w połowie lat sześćdziesiątych. Hunzinger wznowiła studia artystyczne we Wschodnim Berlinie we wczesnych latach pięćdziesiątych; była wiodącą uczennicą Fritza Cremera i Gustava Seitza. Uczyła w szkole artystycznej w Berlinie-Weißensee i pracowała od 1953 roku jako wolna artystka. Dołączyła później do Partii Demokratycznego Socjalizmu (PDS) następczyni reżimowej Socjalistycznej Partii Jedności Niemiec (SED). Wzbudziła w partii w 1995 r. kontrowersje poprzez promowanie postaci Róży Luksemburg (zm. 1919), jako antystalinistki i osoby walczącej z partyjnym establishmentem. Postawiła jej rzeźbę przed siedzibą partii, bez wiedzy kierownictwa. Hunzinger była babcią pisarki Julii Franck.
Wykonała grupę rzeźb „Block der Frauen”, upamiętniających protest żon uwięzionych Żydów na Rosenstraße, który miał miejsce na przełomie lutego i marca 1943 r.

## Wybrane prace
- 1958: Vater und Kind, rzeźba w Müggelpark, Berlin-Friedrichshagen, Josef-Nawrocki Straße
- 1959: Mutter mit Kindern, rzeźba z piaskowca w Auerdreieck, Berlin-Friedrichshain
- 1955–1965: prace plastyczne dla Leuna-Werke[3]
- 1964: Künstlerischer Tanz, rzeźba, Lipsk, Bayrischer Platz
- 1966: Tugenden und Laster des Sozialismus (Cnoty i przywary socjalizmu), płaskorzeźba z terakoty w Funkwerk Köpenick, Berlin-Köpenick, Wendenschloßstraße 142
- 1970: Stürzende (Zbieżność) rzeźba z piaskowca w mieście Parchim (w parku między szkołą Goethego a szpitalem) dla uczczenia ofiar marszu śmierci z obozu koncentracyjnego Sachsenhausen w kwietniu 1945 r.
- 1974: Die Erde (Ziemia), rzeźba w parku Monbijou w berlińskiej dzielnicy Mitte oraz w Ostseebad Wustrow, Strandstraße.
- 1979: Frauen, rzeźba z piaskowca (Gesamthöhe mit Sockel 1,90 m), Berlin-Marzahn, Quartier Südspitze, Märkische Allee 68[4]
- 1979: Mutter und Kind, rzeźba z piaskowca, Museum der Stadt Parchim (pierwotnie: Mönchhof Parchim)
- 1980: Die Sinnende, rzeźba w Schlosspark Alt-Biesdorf, Berlin-Biesdorf
- 1982: Jugend oder Der Jüngling, rzeźba z piaskowca przedstawiająca sylwetkę młodego mężczyzny (Gesamthöhe mit Sockel 3,50 m), Berlin-Marzahn, Quartier Erholungspark, Schragenfeldstraße
Poprzez rzeźbę Der Jüngling umieszczoną w zielonym obszarze Bäckerpfuhl został przedstawiony temat wieku człowieka[5]
- 1985: Die Geschlagene, rzeźba, Berlin-Marzahn, Marzahner Promenade[6].
- 1985: Sich Aufrichtende, rzeźba, Berlin-Marzahn, Marzahner Promenade[6]
- 1985: Älteres Paar, rzeźba z piaskowca (Gesamthöhe mit Sockel 2,50 m), Berlin-Marzahn, Quartier Erholungspark,
- 1987: Die sich Erhebende, dla ratusza dzielnicy Köpenick, Berlin-Köpenick
W 2015 r. rzeźbę usunięto z urzędu dzielnicy i pierwotnie planowano umieścić ją w mniej uczęszczanej lokalizacji – „Bellevue Park”. Ale w sierpniu tego roku postanowiono postawić ją z powrotem w pierwotnej lokalizacji, „Luisenhain”[7].
- 1988–1995: Paar, im Jahr 2003 aufgestellt, Berlin-Marzahn, Gärten der Welt.
Grupa z piaskowca. Przedstawia mężczyznę siedzącego na podłodze, z którego objęć uwalnia się kobieta, zostawiając go – była darem od artystki dla dzielnicy[8]
- 1991: Die Sphinx, rzeźba w Mutter Fourage, Berlin-Wannsee, Chausseestraße 15a
- 1991: Sich Befreiender, rzeźba, Berlin-Marzahn, Marzahner Promenade
Trzy figury Die Geschlagene, Die sich Aufrichtende oraz Der sich Befreiende tworzą razem Pomnik komunistów i antyfaszystowskich bojowników ruchu oporu, który winien być widziany ponad schodami[6].
- 1993: Umschlungenes Paar (Obejmująca się para), rzeźba na dziedzińcu upamiętniająca krwawy tydzień Köpenick w czerwcu 1933, Berlin-Köpenick, Puchanstraße 12
- 1995: Block der Frauen, rzeźba na berlińskiej ulicy Rosenstraße upamiętniająca protest kobiet żądających zwolnienia swych mężów-Żydów na Rosenstraße (1943 r.).
- 1996: Keramikreliefs, Karl Liebknecht i Mathilde Jacob przy wejściu do wydawnictwa Neues Deutschland, Franz-Mehring-Platz 1, Berlin
- 1996: Älteres Paar, w parku Püttbergeweg, Berlin-Rahnsdorf
- 1997: Pegasus, postawiony za Strandhalle Ahrenshoop
- 1998: Der Sizilianische Traum, w hotelu „Alexander Plaza”, Berlin-Mitte
- 1998: Der Klang, w teatrze Gendarmenmarkt, Berlin-Mitte
- 1999: Die böse Wolke, rzeźba za kościołem Dorfkirche, Berlin-Rahnsdorf, Dorfstraße

## Galeria

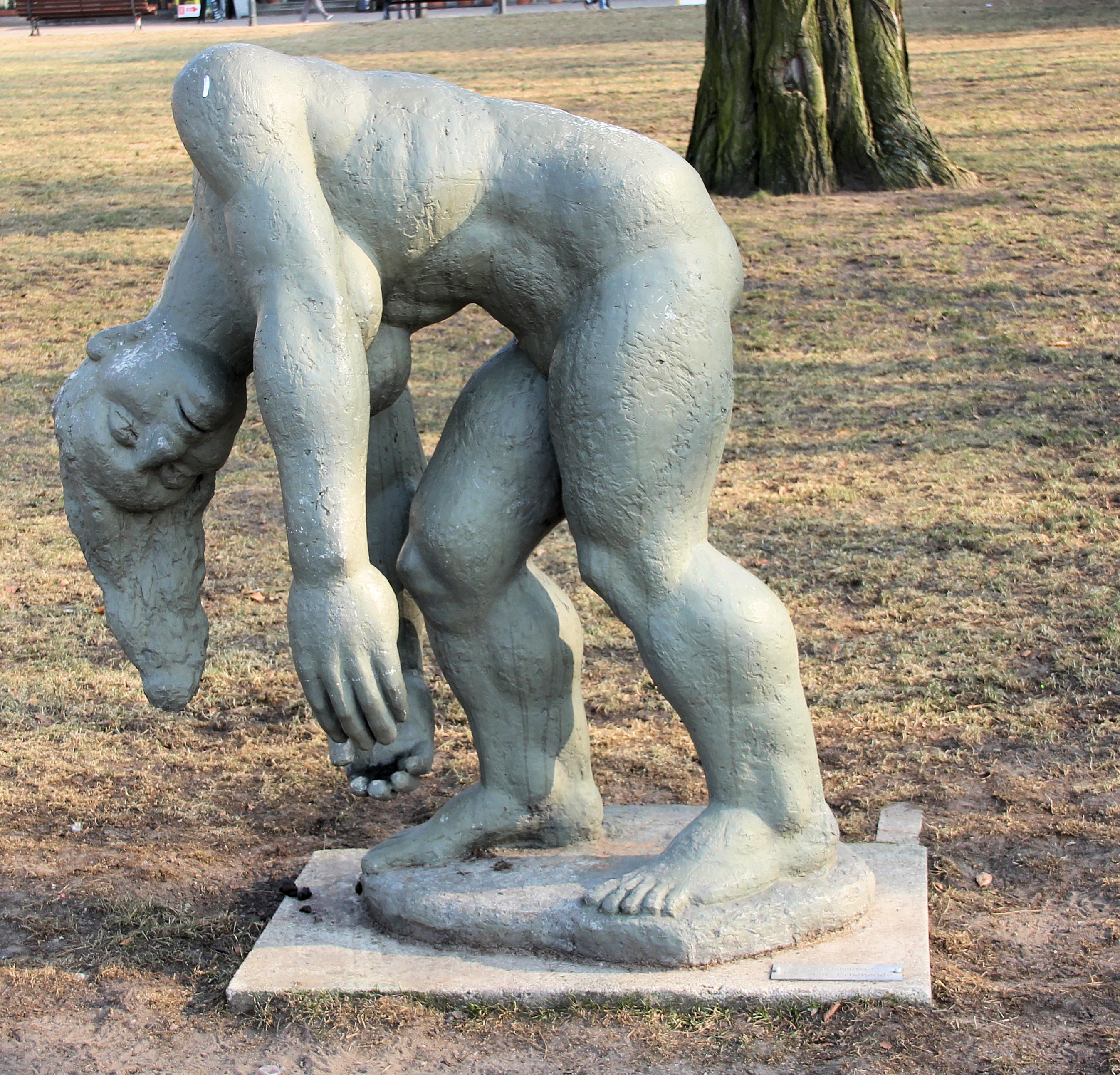
Die-sich-Erhebene (Samo-podnosząca-się), 1987, Luisenhain Berlin-Köpenick
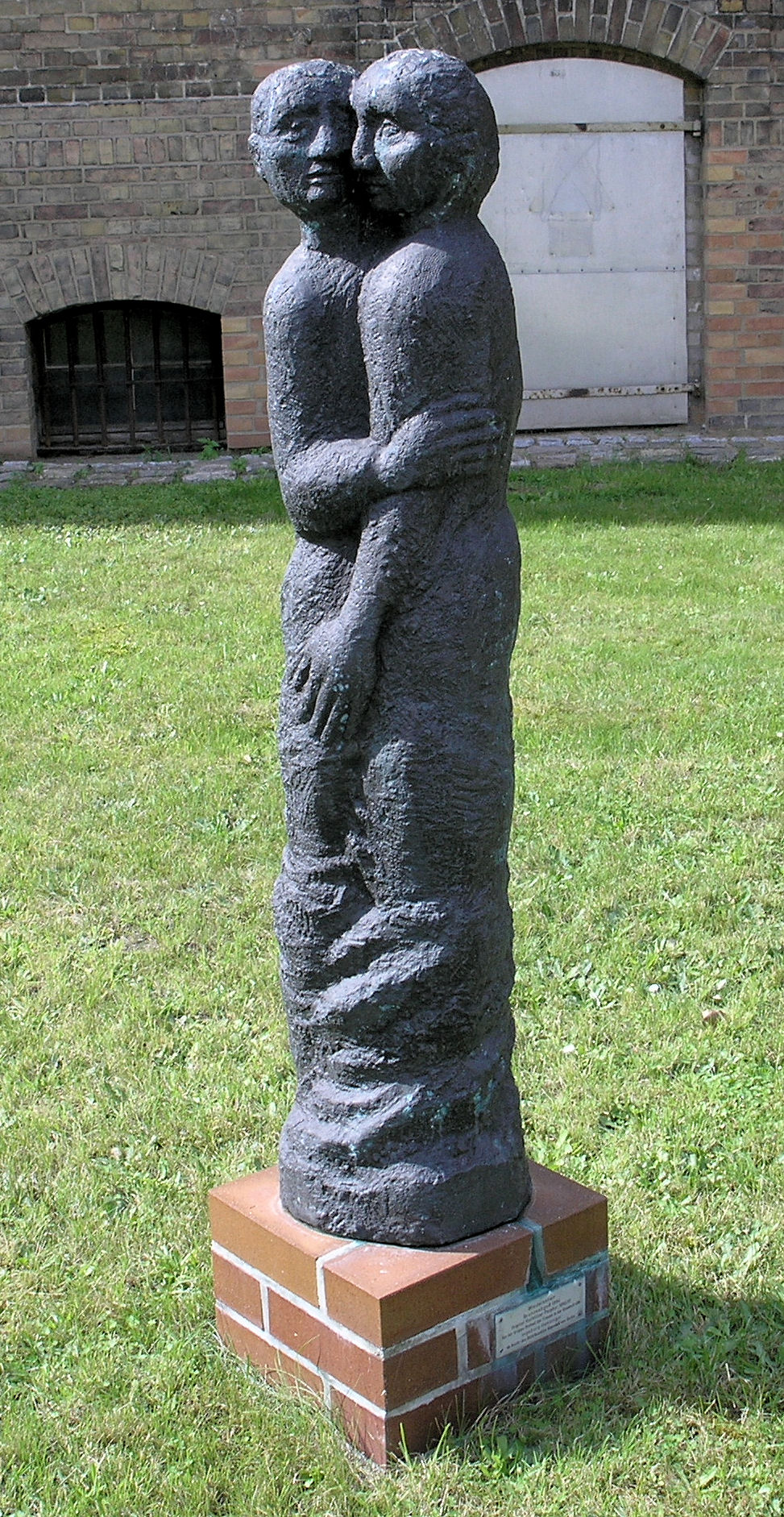
Umschlungenes Paar (Obejmująca się para), 1993, Puchanstraße 12 Berlin-Köpenick
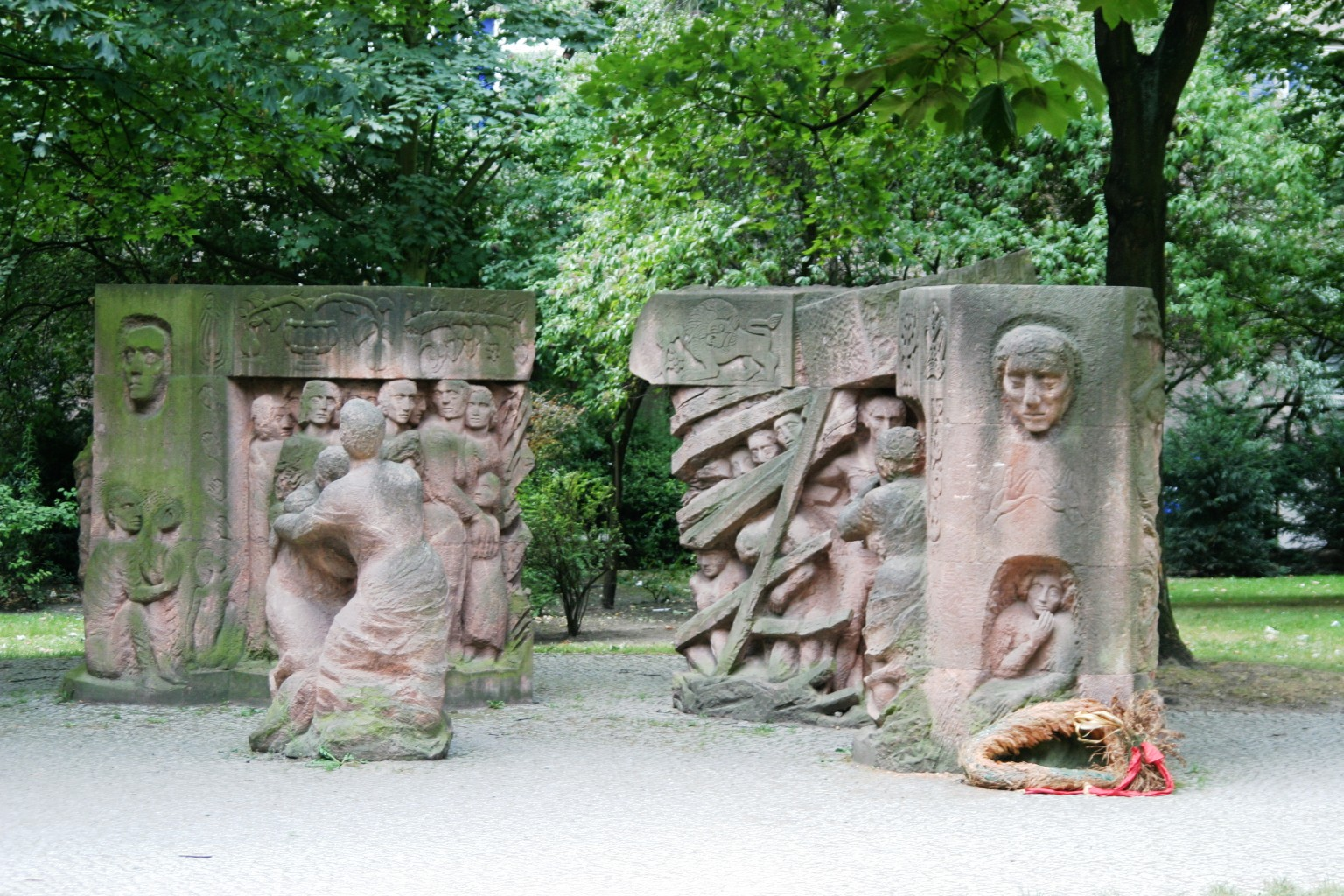
Block der Frauen, 1995
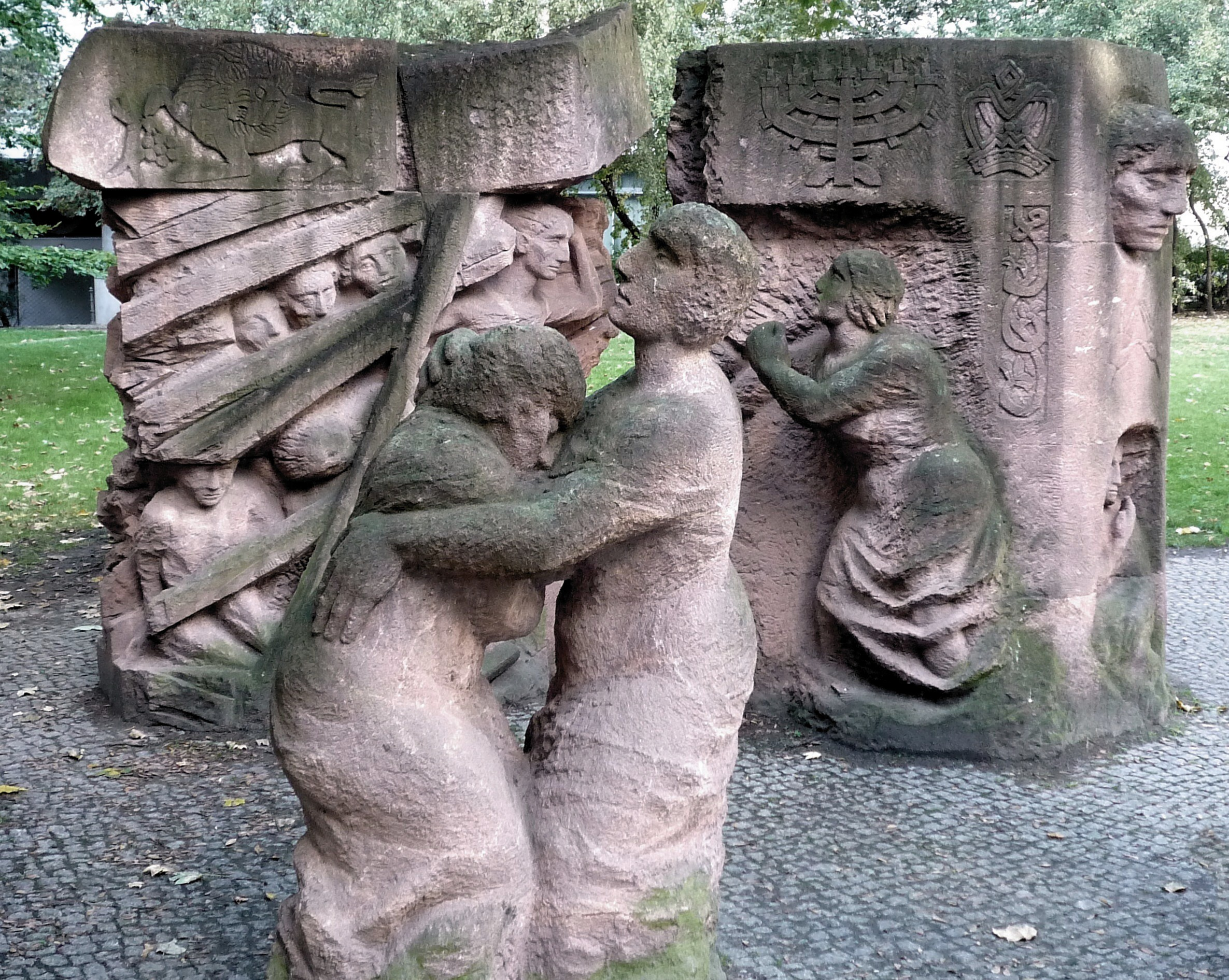
Block der Frauen, 1995, Teilansicht
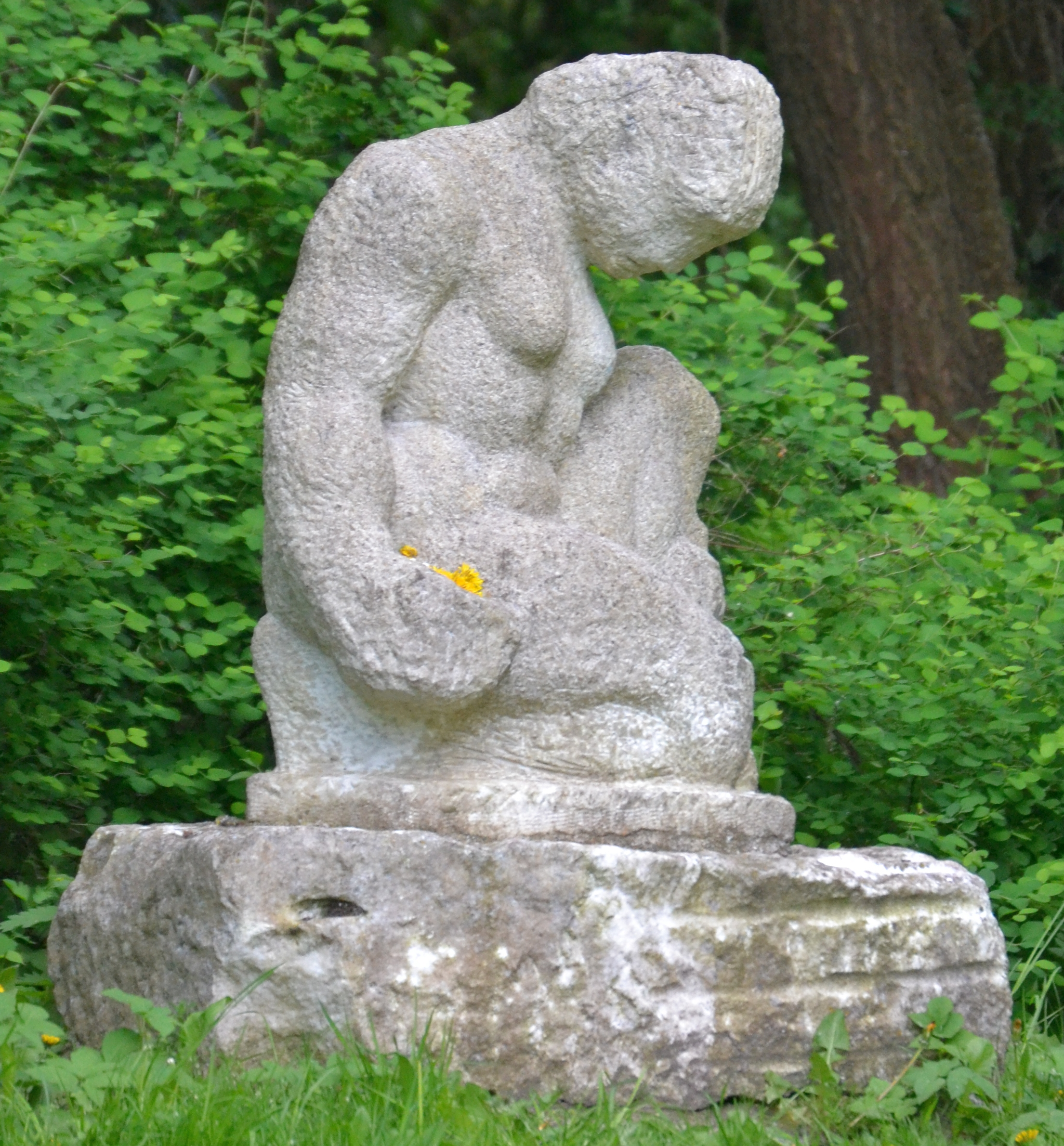
Kleinen Spreewaldpark Schöneiche bei Berlin
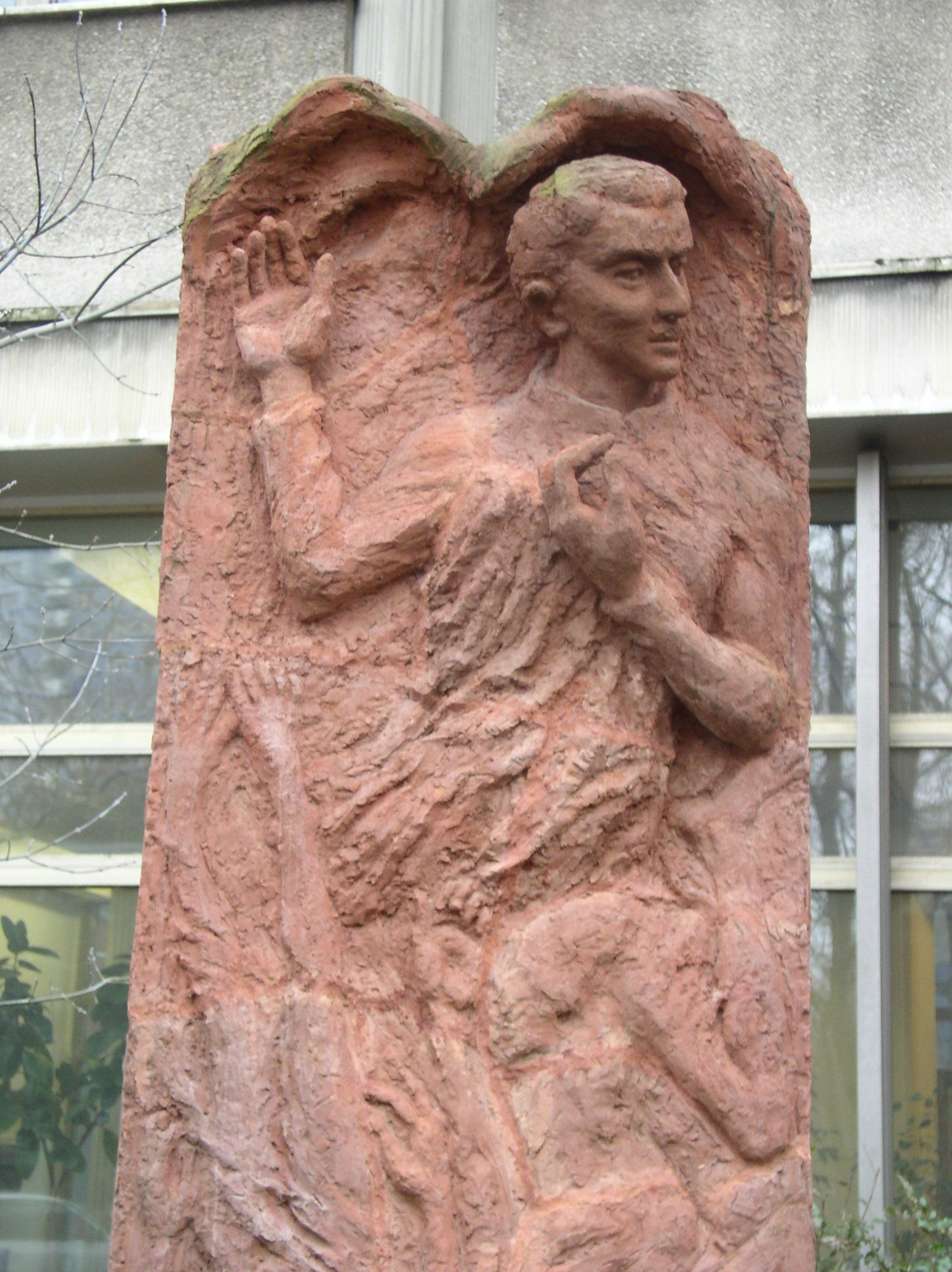
Karl Liebknecht, Franz-Mehring-Platz Berlin-Friedrichshain
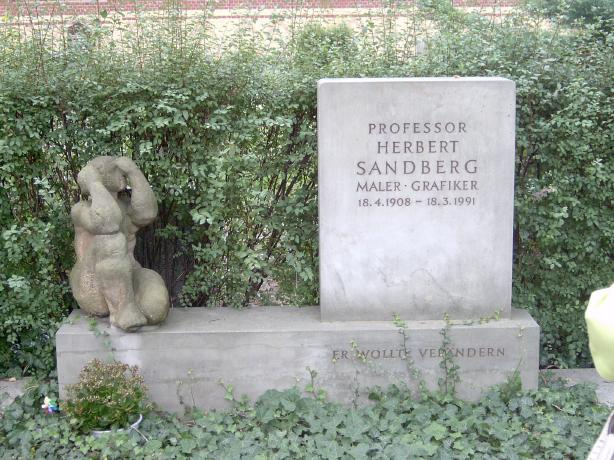
Trauernde Frau (Kobieta opłakująca zmarłego), rzeźba na grobie Herberta Sandberga.
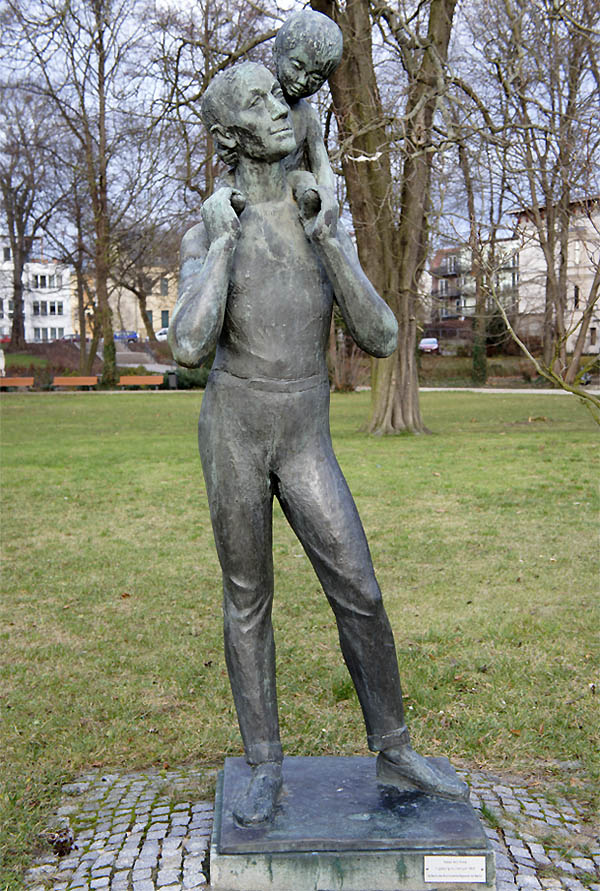
Vater und Kind, 1958, Müggelpark Berlin-Friedrichshagen
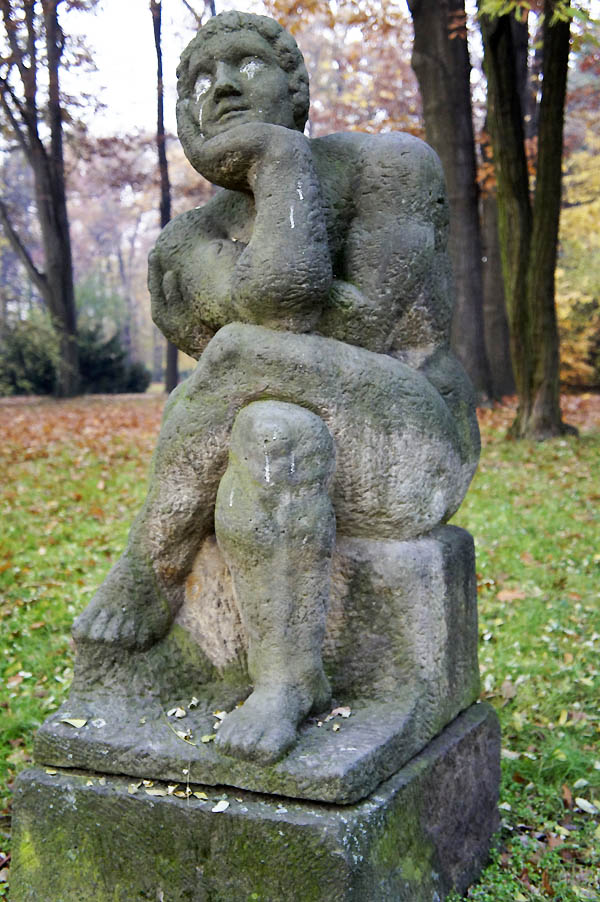
Die Sinnende (Znaczące [istnienie]), 1980, Schlosspark Biesdorf Berlin-Marzahn
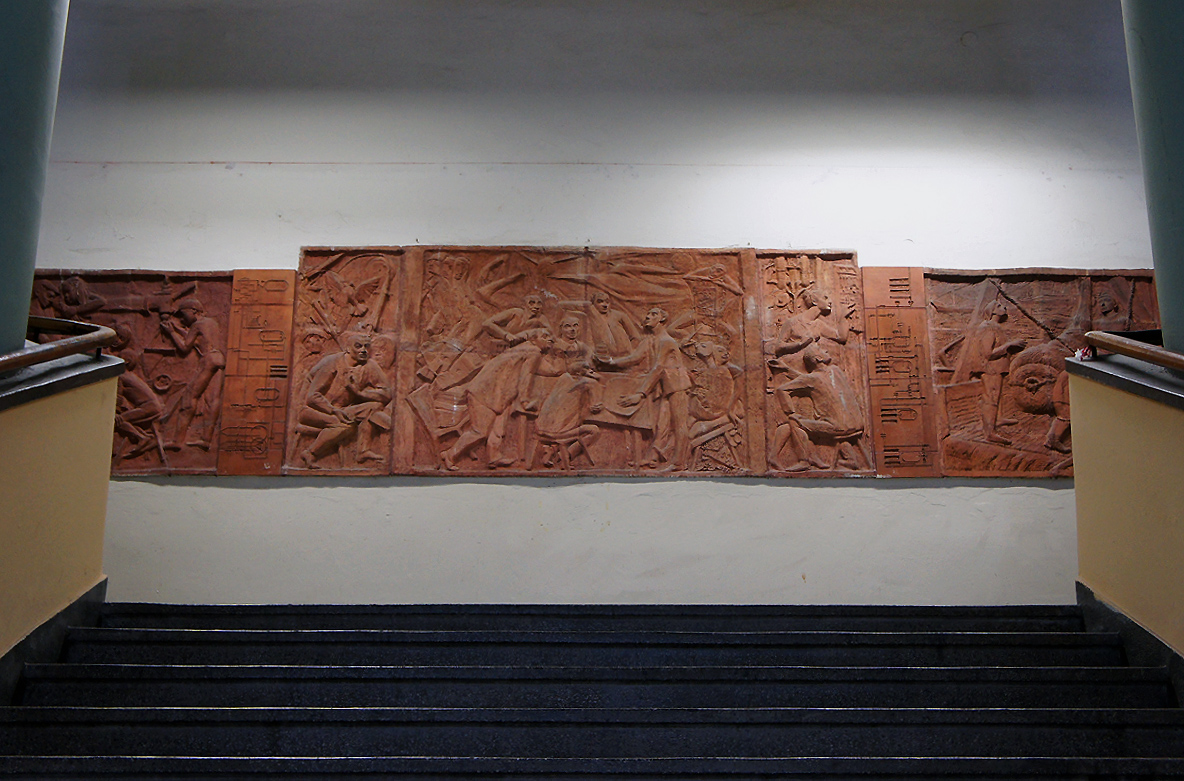
Tugenden und Laster des Sozialismus (Cnoty i przywary socjalizmu), 1966, Funkwerk Berlin-Köpenick
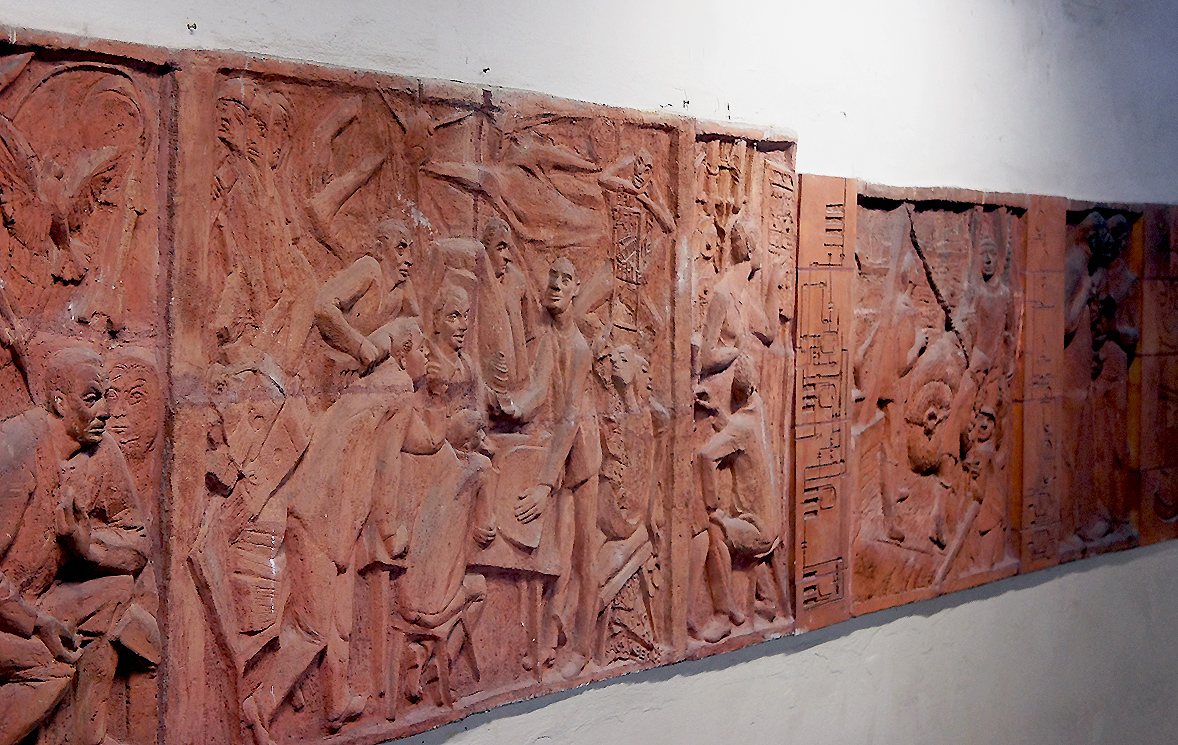
Tugenden und Laster des Sozialismus, detal, 1966, Funkwerk Berlin-Köpenick
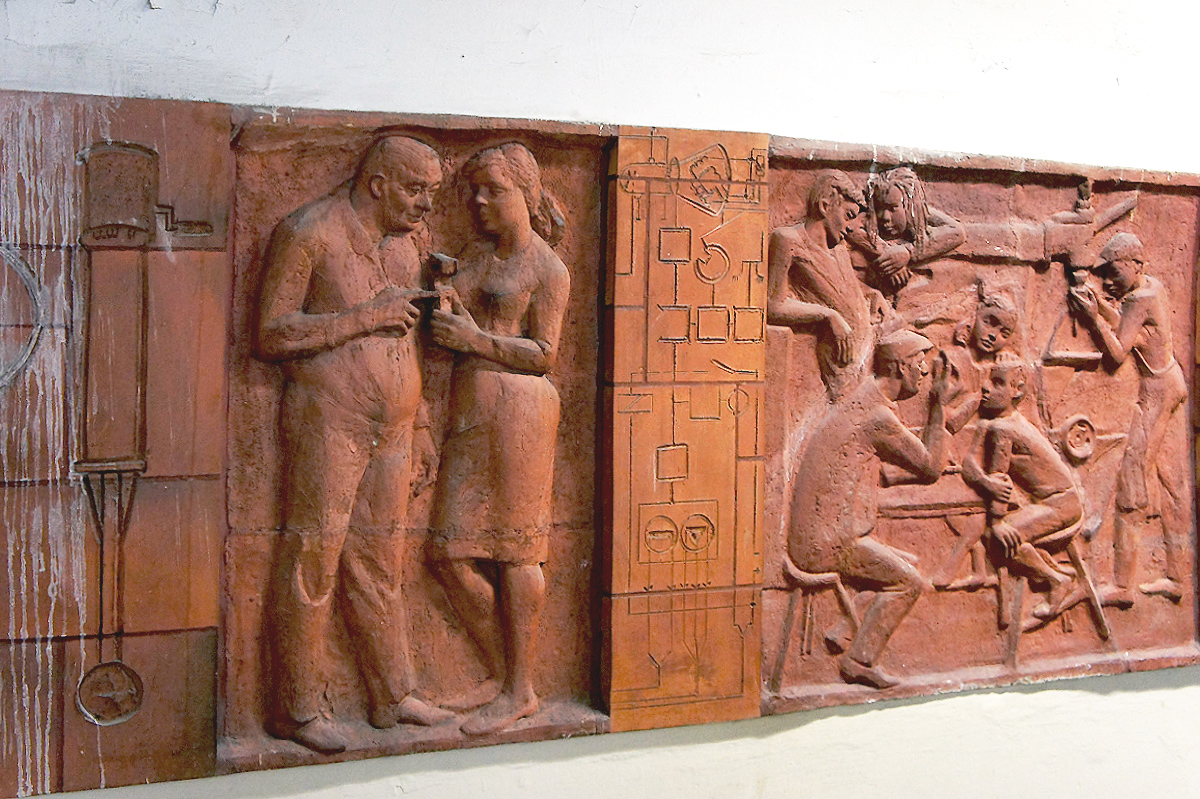
Tugenden und Laster des Sozialismus, detal, 1966, Funkwerk Berlin-Köpenick
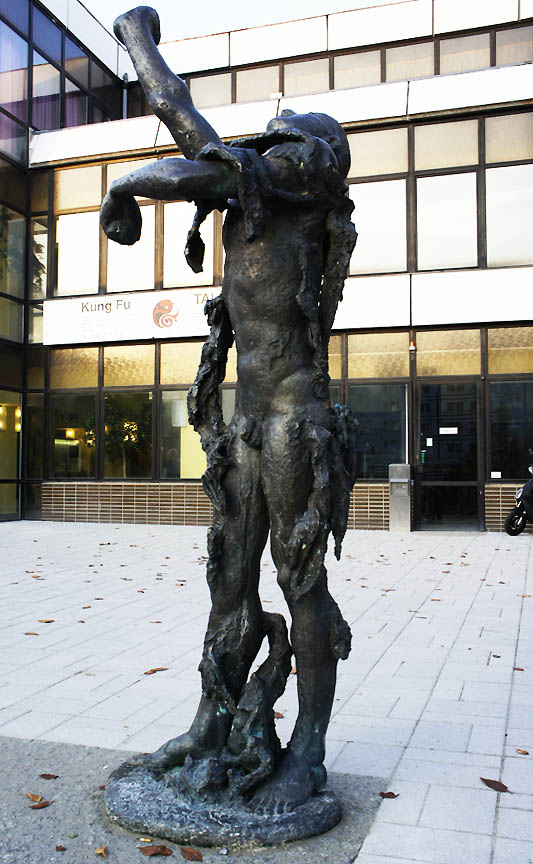
Sich Befreiender (Wyzwalający się), 1991, Marzahner Promenade Berlin-Marzahn
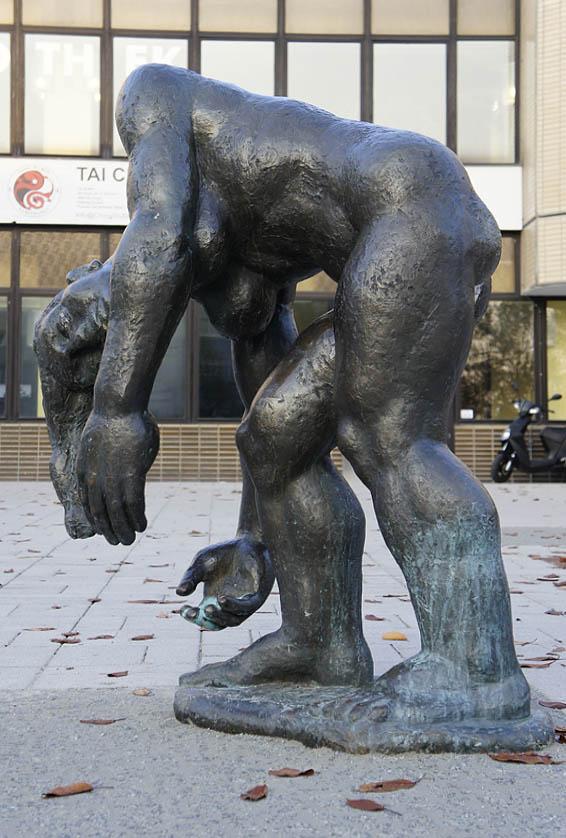
Sich Aufrichtende (Budująca siebie), 1987, Marzahner Promenade Berlin-Marzahn
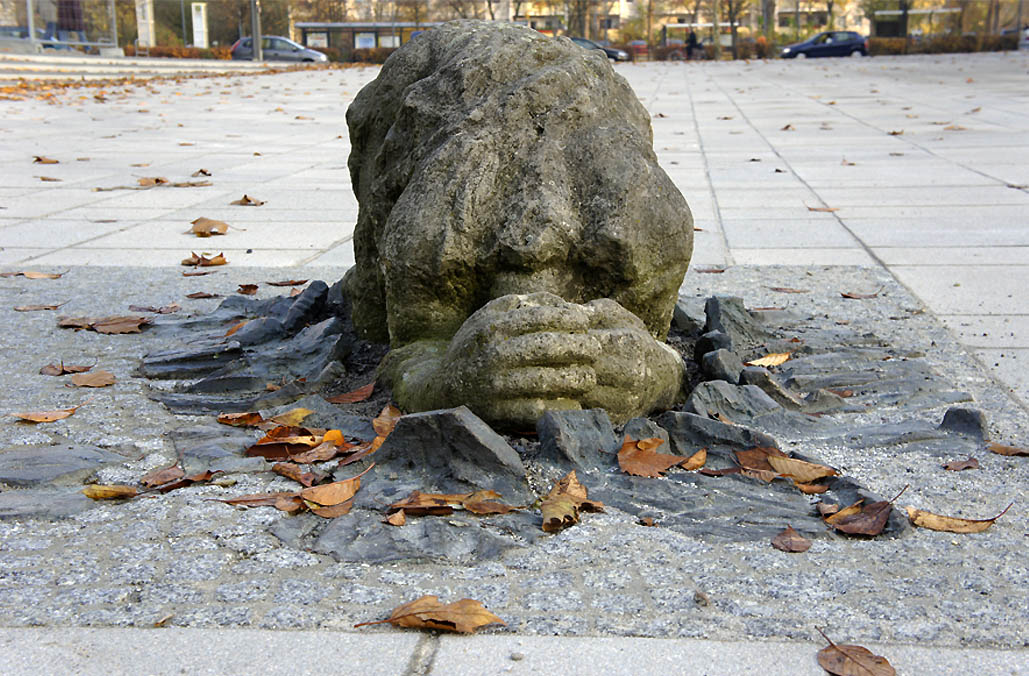
Die Geschlagene (Pobity), 1985, Marzahner Promenade Berlin-Marzahn
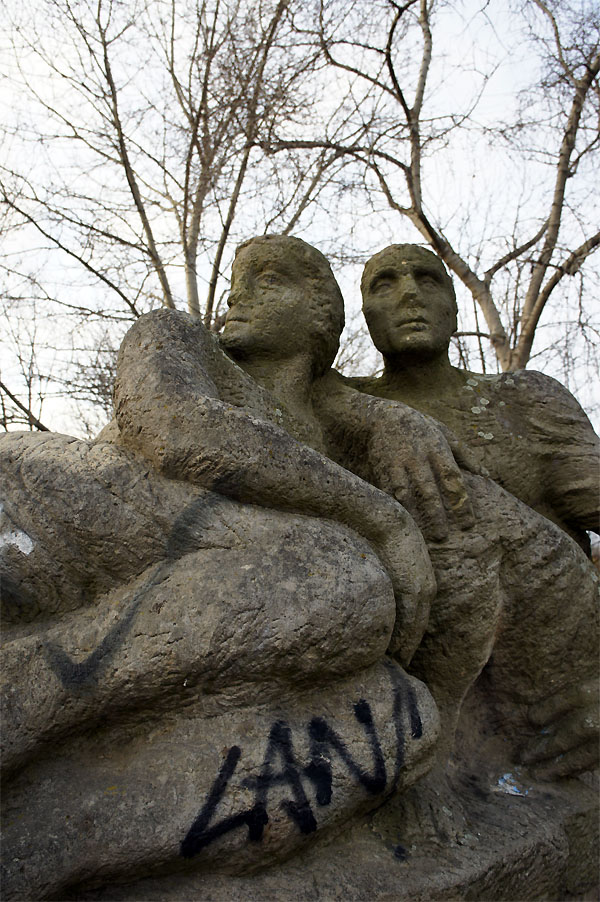
Paar-Alter (Para-Wiek)Detal, 1987, Schragenfeldstraße Berlin-Marzahn
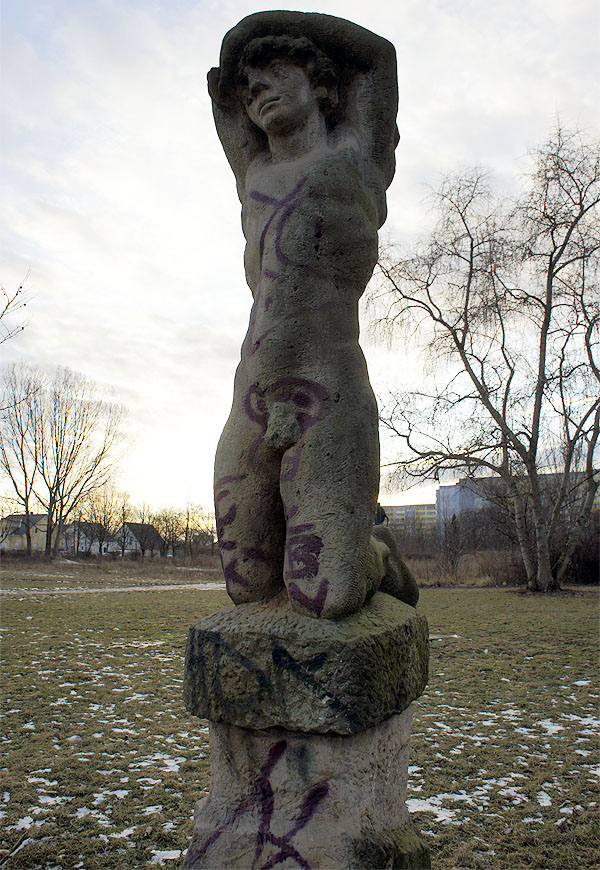
Der Jüngling, 1987, Schragenfeldstraße Berlin-Marzahn
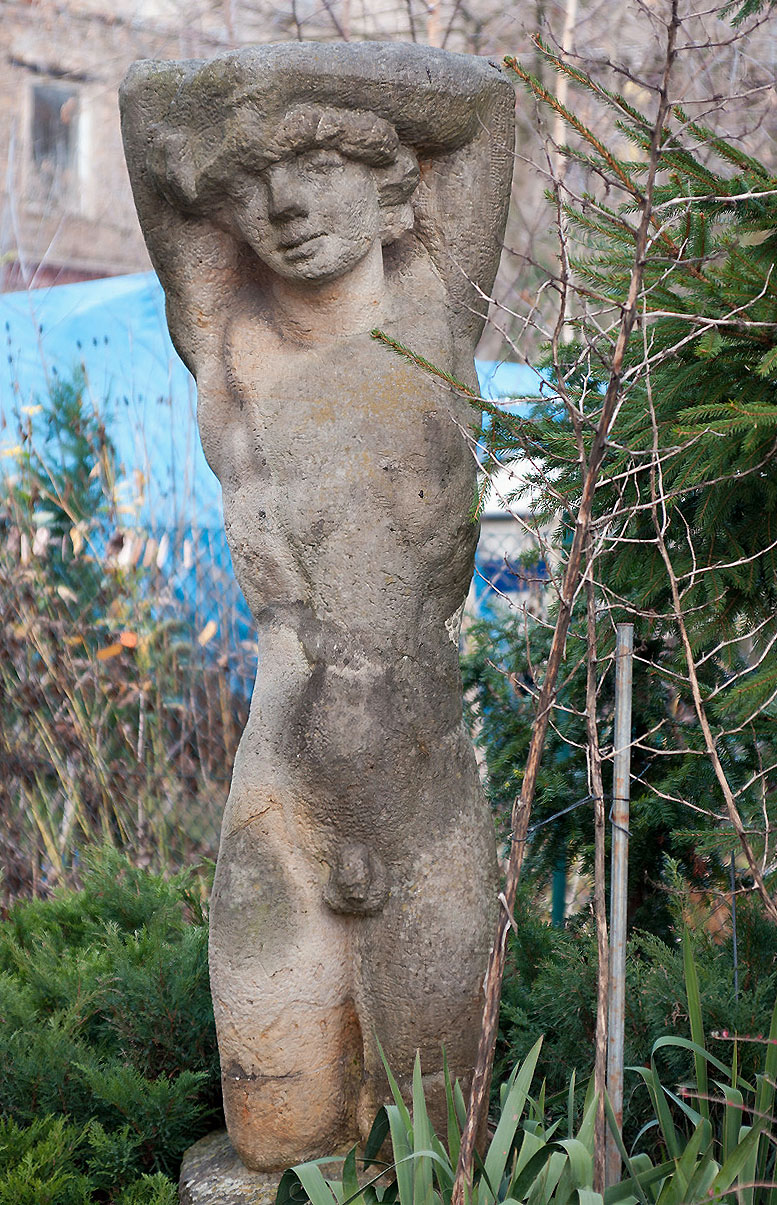
Der Knabe (Chłopiec), 1986, Gartencenter Fürstenwalder Allee Berlin-Rahnsdorf
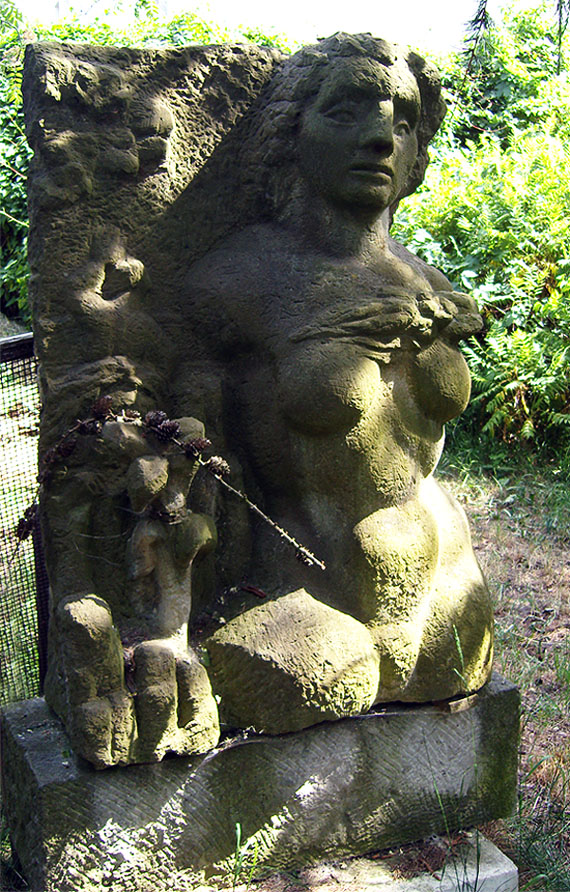
Werden (Wola), 1987, Garten der Künstlerin Berlin-Rahnsdorf
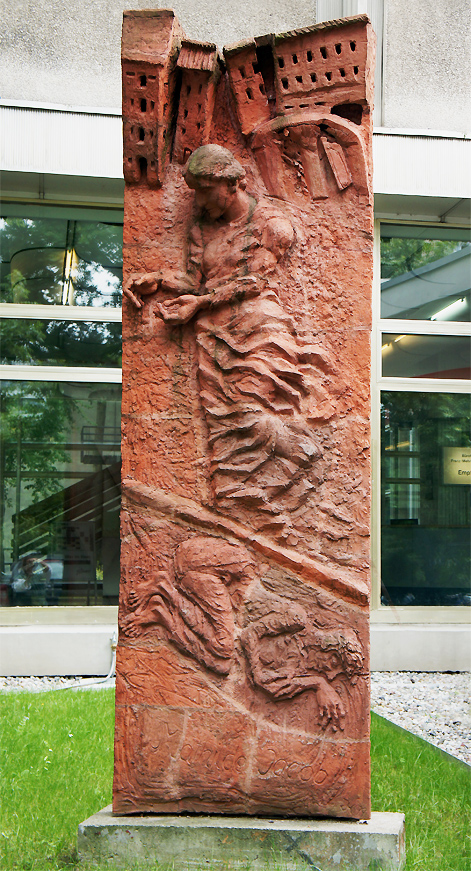
Gedenken an Mathilde Jacob, 1998, Franz-Mehring-Platz Berlin-Friedrichshain